# Lídio Toledo
Lídio Toledo de Araújo (Rio de Janeiro, 1933 — Rio de Janeiro, 7 de maio de 2011) foi um médico brasileiro.

## Carreira

### Seleção Brasileira
Foi o médico da Seleção Brasileira de Futebol em seis Copas do Mundo FIFA (1970, 1974, 1978, 1990, 1994 e 1998), destacando-se nos torneios de 1970 e 1994, quando foi campeão mundial, e 1998, quando foi vice campeão. Foi quem, praticamente, levou o lateral Branco para o torneio do Estados Unidos (em 1994) e forneceu o aval para que o atacante Ronaldo jogasse a final da Copa do Mundo FIFA de 1998.
Médico ortopedista, era chefe do departamento médico do Botafogo e da Confederação Brasileira de Futebol (CBF), saindo após a final da Copa de 1998.

### Morte
Toledo morreu em maio de 2011, aos 78 anos de idade, de insuficiência renal e problemas cardíacos.